# Samuel Contesti
Samuel Contesti (* 4. März 1983 in Le Havre, Haute-Normandie) ist ein ehemaliger französischer Eiskunstläufer, der für Frankreich und Italien im Einzellauf startete.

## Werdegang
Nach Streitigkeiten mit dem französischen Eiskunstlaufverband wechselte Contesti, der von 2005 bis 2007 dreimal in Folge auf dem Podium bei den französischen Meisterschaften stand, nach der Saison 2006/2007 zum italienischen Verband und wurde 2008, 2009 und 2010 italienischer Meister. Bei der Europameisterschaft 2009 in Helsinki wurde er hinter Brian Joubert überraschend Vize-Europameister und bei der anschließenden Weltmeisterschaft in Los Angeles Fünfter. Dies gelang ihm mit einer mitreißenden Kür zu Ennio Morricones Titelmusik zu Spiel mir das Lied vom Tod.
Bei seinen ersten Olympischen Spielen kam er nicht über Platz 18 hinaus, knüpfte bei der Weltmeisterschaft in Turin aber wieder an seine alte Leistungsstärke an und wurde Siebter.
2011 beendete er die Europameisterschaft auf dem sechsten Platz und die Weltmeisterschaft auf einem enttäuschenden achtzehnten Platz.
Bei der Weltmeisterschaft 2012 gelang Contesti nach längerer Zeit einmal wieder eine mitreißende Kür, die ihn in der Endabrechnung auf den zehnten Platz brachte. Zu französischen Chansons und einer lebendigen und augenzwinkernden Darbietung sprang er solide und ohne größere Fehler, wenn auch ohne vierfachen Sprung.
Contesti wird u. a. vom Schweizer Peter Grütter trainiert, der schon Stéphane Lambiel zum Weltmeistertitel führte.
Contestis Vater Yves spielte Fußball in der ersten französischen Liga. Contesti hat zwei ältere Schwestern. Im Februar 2007 heiratete er Geraldine Zulini, die ihn auch trainierte. Das Paar hat zwei Kinder.
Im Sommer 2012 beendete Contesti seine Eiskunstlaufkarriere und arbeitet nun als Eiskunstlauftrainer.

## Ergebnisse
| Wettbewerb / Jahr            | 2002 | 2003 | 2004 | 2005 | 2006 | 2007 | 2008 | 2009 | 2010 | 2011 | 2012 |
| ---------------------------- | ---- | ---- | ---- | ---- | ---- | ---- | ---- | ---- | ---- | ---- | ---- |
| Olympische Winterspiele      |      |      |      |      |      |      |      |      | 18.  |      |      |
| Weltmeisterschaften          |      |      |      | 26.  |      |      |      | 5.   | 7.   | 18.  | 10.  |
| Europameisterschaften        |      |      |      | 9.   |      |      |      | 2.   | 5.   | 6.   | 7.   |
| Französische Meisterschaften | 11.  |      | 6.   | 3.   | 2.   | 3.   |      |      |      |      |      |
| Italienische Meisterschaften |      |      |      |      |      |      | 1.   | 1.   | 1.   | 1.   | 1.   |